# Nihal Sarin

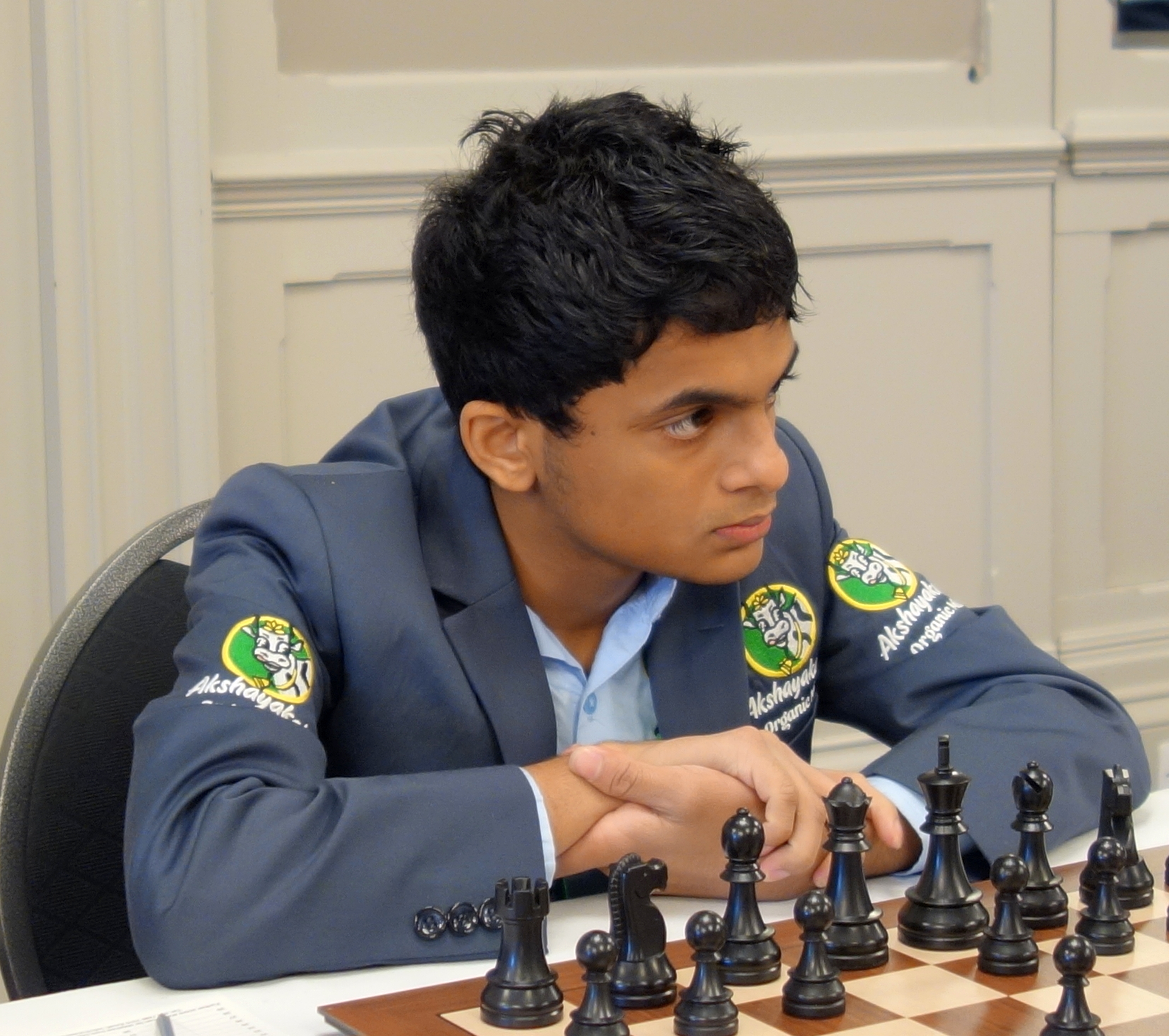
Nihal Sarin in 2019

Nihal Sarin (Thrissur, 13 juli 2004) is een Indiase schaker en wonderkind. Op 14-jarige leeftijd behaalde hij in 2018 de titel grootmeester (GM). Toen in 2018 zijn Elo-rating de 2600 passeerde was hij 14 jaar oud, waarmee hij de op twee na jongste speler in de geschiedenis was die deze prestatie leverde.
Als jeugdspeler werd Nihal in 2014 in Durban de wereldkampioen jeugdschaak in de categorie tot 10 jaar. In 2015 was hij in Porto Carras gedeeld eerste op het wereldkampioenschap jeugdschaak in de categorie tot 12 jaar, via de tiebreak werd hij tweede. Nihal was lid van het Indiase team dat de gouden medaille won op de Online Schaakolympiade 2020. Hij won in 2020 het Wereldkampioenschap schaken voor jeugd in de categorie tot 18 jaar, dat werd gehouden in de vorm van een rapidtoernooi.

## Eerste kinderjaren
Nihal werd geboren op 13 juli 2004 in Thrissur, Kerala, India. Sarin Abdulsalam, Nihals vader, is een dermatoloog; zijn moeder, Shijin Ammanam Veetil Ummar, is een psychiater. Hij heeft een jongere zus. Zijn familie bracht de eerste jaren door in de stad Kottayam.
Op driejarige leeftijd kende hij de hoofdsteden en de vlaggen van 190 landen. Op dezelfde leeftijd kon hij uit het hoofd de wetenschappelijke namen vermelden van insekten en planten. Tegen het einde van zijn periode op de kleuterschool sprak hij vloeiend Engels, en toen hij zes was, en net was begonnen op de lagere school, kende hij alle vermenigvuldigingstafels tot zestien.
Nihal leerde op zesjarige leeftijd schaken. Om te zorgen dat zijn zoon zich tijdens de schoolvakantie niet zou vervelen, gaf zijn vader hem een schaakbord en -stukken schaken. Zijn grootvader leerde hem de regels in Kottayam, waar hij studeerde aan de Engelse school "Excelsior". Nihals eerste trainer was Mathew P. Joseph Pottoore, de schaaktrainer van de school. 
In 2011 keerden Nihal en zijn familie terug naar Thrissur waar Nihal naar school ging aan de "Devamatha CMI Public School".

## Resultaten als jeugdspeler
Nihal won in 2011 het jeugdkampioenschap van Kerala in de categorie tot 7 jaar. Vervolgens won hij twee keer in de categorie tot 9 jaar, twee keer in de categorie tot 11 jaar en een keer in de categorie tot 15 jaar. In 2015 werd hij op tienjarige leeftijd tweede op het volwassenen-kampioenschap van de staat Irinjalakuda. Hiermee werd hij gerechtigd Kerala te vertegenwoordigen op het "National Challengers" kampioenschap in 2015.  Twee keer eindigde hij als tweede op het staatskampioenschap voor spelers tot 19 jaar, hij was toen respectievelijk 8 en 10 jaar oud. 
In 2013 was Nihal de nationale kampioen in de categorie tot 9 jaar in Chennai, in 2014 werd hij derde in de categorie tot 11 jaar in Puri, in 2015 werd hij tweede in de categorie tot 11 jaar in Pondicherry.
Nihal won in 2013 het Wereldkampioenschap blitzschaak in de categorie tot 10 jaar in Al-Ain. In 2014 won hij in Tashkent het Aziatisch jeugdkampioenschap Rapid en Blitz, eveneens in de categorie tot 10 jaar.
Op 10-jarige leeftijd speelde Nihal in Thodupuzha, Kerala, een schaaksimultaan tegen 112 spelers uit alle leeftijdscategorieën en won al zijn partijen.
Vanaf eind 2013 kreeg Nihal gedurende een aantal jaren training van de Oekraïense grootmeester Dimitri Komarov. 

### 2014-2016: Wereldjeugdkampioenschap en IM-titel

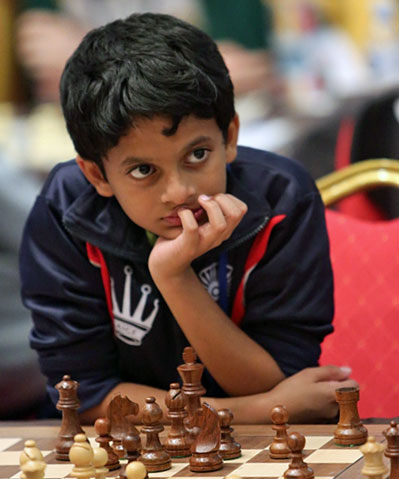
Nihal op het Wereldkampioenschap schaken voor jeugd in 2014

Nihals eerste doorbraak vond plaats op het Wereldkampioenschap schaken voor jeugd in de categorie tot 10 jaar, gehouden in september 2014 in Durban, Zuid-Afrika. Hij behaalde 9 pt. uit 11 en won in de titel in zijn categorie, waardoor hij van de FIDE de titel kandidaat-meester (CM) ontving.
Kort hierna won hij voor het eerst een partij van een schaker met een titel, dit was de Zweed IM Jonathan Westerberg en het vond plaats op het Wereldkampioenschap schaken voor junioren 2014 in Pune, India. Vervolgens nam Nihal deel aan alle belangrijke toernooien in India, waaronder het "National Challengers" kampioenschap in Nagpur. 
In 2015 werd hij tweede in de categorie tot 12 jaar op het Wereldkampioenschap schaken voor jeugd, gehouden in Griekenland. In de laatste rondes van dit toernooi won hij van de in zijn categorie als eerste twee geplaatste spelers IM Awonder Liang en FM Nodirbek Abdusattorov. In hetzelfde jaar passeerde zijn Elo-rating de 2300 en kreeg hij de titel FIDE Meester (FM).
In maart 2015 nam hij deel aan televisiekwis "Aswamedham" op Malayalam TV.
Op het toernooi in Batoemi (Georgië) dat werd gehouden in 2016 werd Nihal gedeeld tweede, met drie andere spelers. Via tiebreak werd hij vierde.
In februari 2016 nam Nihal voor de eerste keer deel aan een Internationaal Open toernooi buiten India, het Open toernooi van Cappelle-la-Grande, en behaalde hij zijn eerste norm voor de titel "Internationaal Meester". Hij won daarbij voor de eerste keer in zijn carrière van een grootmeester.
In april 2016 nam hij in Stockholm deel aan het "Hasselbacken Open" toernooi, waar hij won van de Litouwse grootmeester Eduardas Rozentalis. De website Chess-DB (een schaak-database) benoemde zijn resultaat tot 'Partij van de Dag'.
Op "Kinderdag" in 2016 was Nihal een van degenen die de 'National Child Award For Exceptional Achievement' ontvingen uit handen van de voormalige president van India Pranab Mukherjee.
Op het "Sunway Sitges" Open toernooi in 2016 behaalde Nihal zijn tweede norm voor de titel "Internationaal Meester", door 5½ pt. uit 9 te behalen. Zijn derde IM-norm behaalde hij op het  Aeroflot B Open "B", gehouden in februari 2017, waar Nihal met 5½ pt. uit 9 als performing rating had: 2539. Zijn rating passeerde de 2400 waarmee hij de titel Internationaal Meester (IM) verkreeg.

### 2017-2020: Grootmeester
In december 2017 vond de Schaakolympiade voor jeugd plaats; Nihal speelde voor "India Green", dat eindigde op een tweede plaats. Nihal behaalde een individuele gouden medaille.
Op het "TV2 Fagernes International" 2017 werd Nihal zonder verliespartijen gedeeld tweede met 6 pt. uit 9, hij was vierde via tiebreak. Hij behaalde hier zijn eerste grootmeesternorm. In 2017 passeerde de Elo-rating van Nihal de 2500. 
In maart 2018 behaalde Nihal op het Reykjavik Open 6 pt. uit 9 en een tweede GM-norm. Hij won van de GMs Ahmed Adly en Elshan Moradiabadi, en speelde remise tegen Richard Rapport, Gata Kamsky en Mustafa Yilmaz.
Nihal maakte in juli 2018 zijn debuut in de "Isbank Turkish Super League", hij speelde aan het eerste bord van het team "Genc Akademisyenler". Hij scoorde 6 pt. uit 12 tegen tegenstanders met als gemiddelde rating 2590.
Op de Abu Dhabi Masters in augustus 2018 behaalde Nihal 5½ pt. uit 9, en verkreeg zijn derde GM-norm. Hij werd de 53e Indiase grootmeester en nummer 12 op de lijst van jongste grootmeesters in de geschiedenis. Op de dag dat Nihal grootmeester was geworden, werd zijn geboortestaat Kerala getroffen door de overstromingen in Kerala in 2018, de grootste natuurramp in de geschiedenis van deze staat. Nihal deed een bijdrage door (omgerekend) circa 2500 USD op te halen via een live YouTube show die werd georganiseerd door het Indiase schaaknieuws-portaal ChessBase India.
Nihal nam in 2018 deel aan het Tata Steel kampioenschap rapidschaak. Nihal behaalde 3 pt. uit 9, met remises tegen Viswanathan Anand, Shakhriyar Mamedyarov, Sergey Karjakin, Pentala Harikrishna, Vidit Gujrathi en Surya Shekhar Ganguly, hij verloor drie partijen: tegen Hikaru Nakamura, Levon Aronian en Wesley So. Dit was de eerste keer dat hij een partij schaakte tegen vijfvoudig wereldkampioen Anand die na de partij als commentaar gaf: "Met wat we nu hebben gezien kan niet worden uitgesloten dat Nihal ooit wereldkampioen kan worden. Er is een lange weg te gaan, hij is uiteindelijk nog maar 14 jaar oud. Ik verwachtte dat hij het in dit toernooi moeilijk zou hebben en een beetje uit de toon zou vallen. Het tegengestelde bleek het geval te zijn. Hij leek goed op dit niveau mee te kunnen. Hij is er nog niet helemaal, maar op basis van wat ik van hem gezien heb acht ik hem een groot talent."
Nihal nam eind 2018 deel aan het Wereldkampioenschap blitzschaak in Sint-Petersburg (Rusland), waar hij 13½ pt. uit 21 behaalde, via tiebreak werd hij elfde.
In 2019 behaalde hij een zesde plaats op het TePe Sigeman & Co. Masters toernooi, gehouden in Malmö, Zweden, waarmee zijn Elo-rating de 2600 passeerde. Hij was op dat moment de op twee na jongste speler in de geschiedenis en de jongste Indiase speler die dit presteerde. Op het Franse kampioenschap voor schaakteams, in 2019, behaalde Nihal aan het eerste bord 6 pt. uit 11 en hielp zijn team Mulhouse Philidor aan een historische derde plaats. In 2019, hij was toen 15 jaar, was Nihal de jongste Indiase speler die deelnam aan de Wereldbeker waar hij de tweede ronde bereikte door in de eerste ronde met 2–0 te winnen van de Peruaan Jorge Cori. In de tweede ronde won hij de eerste partij tegen de Azerbeidzjaanse GM Eltaj Safarli maar werd uiteindelijk toch door hem uitgeschakeld.
Sinds 2019 wordt Nihal gesponsord door Akshayakalpa, een Indiase producent van organische melk.

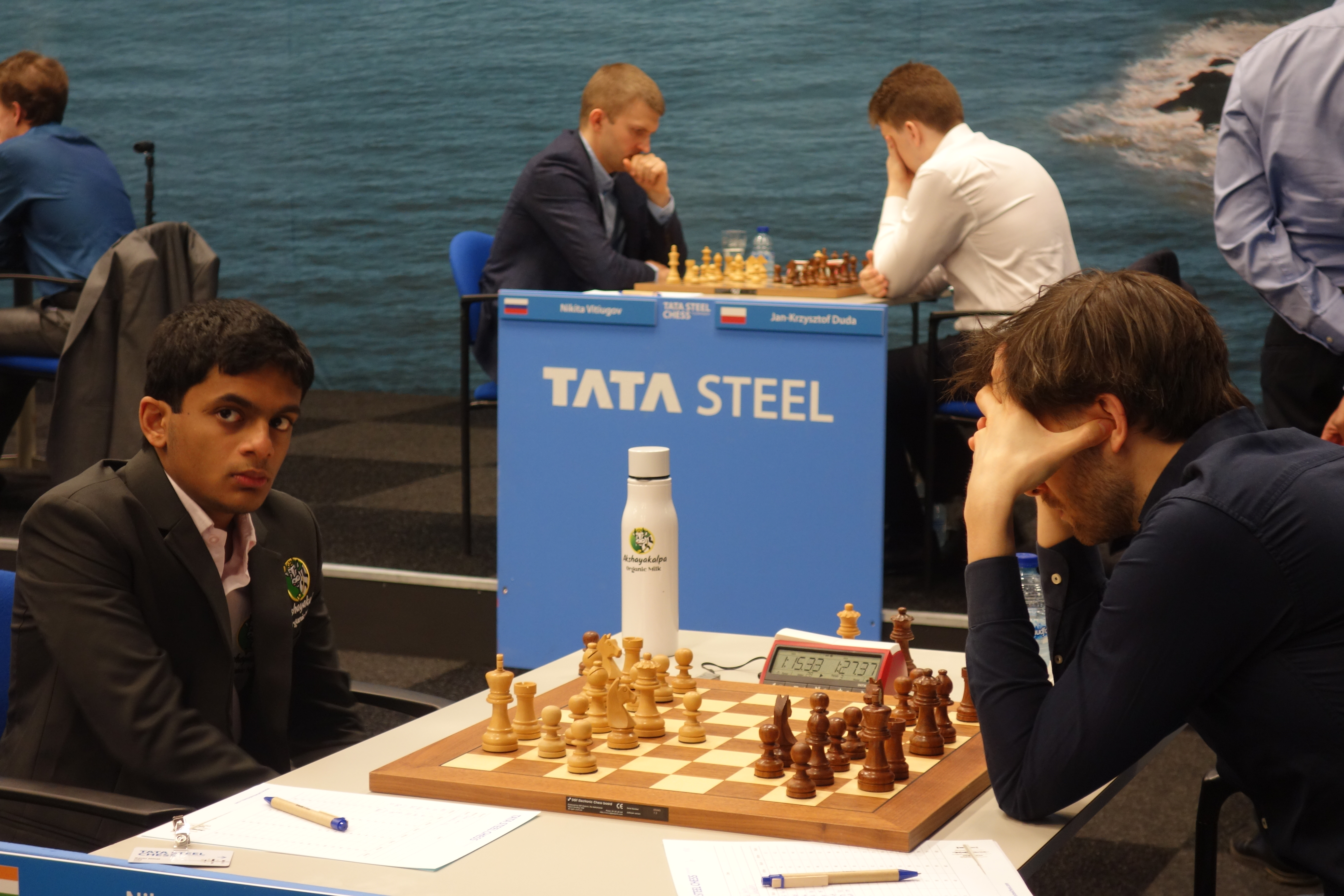
Nihal versus Nils Grandelius op het Tata Steel toernooi in 2020

In januari 2020 werd Nihal met 7 pt. uit 13 gedeeld zesde op het Tata Steel Challengers toernooi. Nihal maakte deel uit van het Indiase schaakteam dat in 2020 de FIDE online Schaakolympiade won. Vervolgens won Nihal het door Chess.com georganiseerde junior kampioenschap snelschaken. In oktober 2020 won hij de Capechecs Online Trophy. Met het Indiase team werd hij tweede op het online kampioenschap voor Aziatische schaakteams in 2020. Op 10 december 2020 won Nihal de Super Juniors Cup, georganiseerd door Chessbase India, door in de finale Arjun Erigaisi te verslaan. De vierde keer in het jaar 2020 dat hij een toernooi won, was bij het online FIDE Wereldjeugdkampioenschap, in de categorie tot 18 jaar, waar hij in de finale won van de Armeense GM Shant Sargsyan. Hij won de Gazprom-prijs voor de briljantste partij met zijn partij tegen IM Francesco Sonis.

### 2021
In april 2021 nam Nihal deel aan de Julius Baer Challengers Chess Tour, en werd een van de 19 jonge schakers die werden geselecteerd om trainings-sessies te volgen bij Judit Polgár en Vladimir Kramnik, en om een aantal partijen te spelen tegen diverse grootmeesters. Op 19 april 2021 speelden de 19 deelnemers partijen tegen regerend wereldkampioen Magnus Carlsen met als toegestane tijd 3 minuten per zet. Twee van de 19 spelers, waaronder Nihal, wisten van Carlsen te winnen. Dit was Nihals eerste winstpartij tegen de wereldkampioen op een officieel toernooi. Eerder had hij van Carlsen gewonnen in een niet-officiële blitzpartij op 27 mei 2020.
In juni 2021, op het Silver Lake Open toernooi in Servië, zijn eerste bord-toernooi sinds de corona-pandemie, behaalde Nihal 8 pt. uit 9 met rating performance 2807, waarmee hij het toernooi won. In juli 2021 won Nihal het Servië Open Masters toernooi, in Belgrado, met 7.5 pt. uit 9 en rating performance 2786.
In oktober 2021 versloeg Nihal Raunak Sadhwani, waarmee hij het door Chess.com georganiseerde snelschaakkampioenschap voor junioren won. 

## Schaakcarrière als volwassene

### 2022-2023
De Elo-rating van Nihal bereikte in september 2022 de 2677. 

In maart 2023 was hij schaker 60 op de wereldranglijst. 
In de halve finale van het snelschaakkampioenschap 2022 werd hij met 10½ - 14½ uitgeschakeld door Hikaru Nakamura.
Op het wereldkampioenschap blitzschaak in december 2022 behaalde hij 12½ pt. uit 20.

## Training
De eerste trainer van Nihal was Mathew P. Joseph Pottoore, een schaaktrainer op zijn school. Nirmal E P, de kampioen van de staat Kerala, begon Nihal trainingen te geven toen hij acht jaar oud was. 
Van 2013 tot 2019 kreeg hij training van Dimitri Komarov. Sinds 2016 krijgt hij training van Srinath Narayanan. Sinds eind 2020 wordt Nihal ook getraind door Viswanathan Anand, in het kader van de WestBridge-Anand Schaak-academie. 

## Externe koppelingen
- (en)   Informatie over schaakpartijen van Nihal Sarin op ChessGames.com
- (en)   Informatie over schaakpartijen van Nihal Sarin op 365chess.com
- (en)  FIDE-ratinggegevens voor Nihal Sarin